# Liatongus ferreirae
Liatongus ferreirae là một loài bọ cánh cứng trong họ Bọ hung (Scarabaeidae).